# Atleta

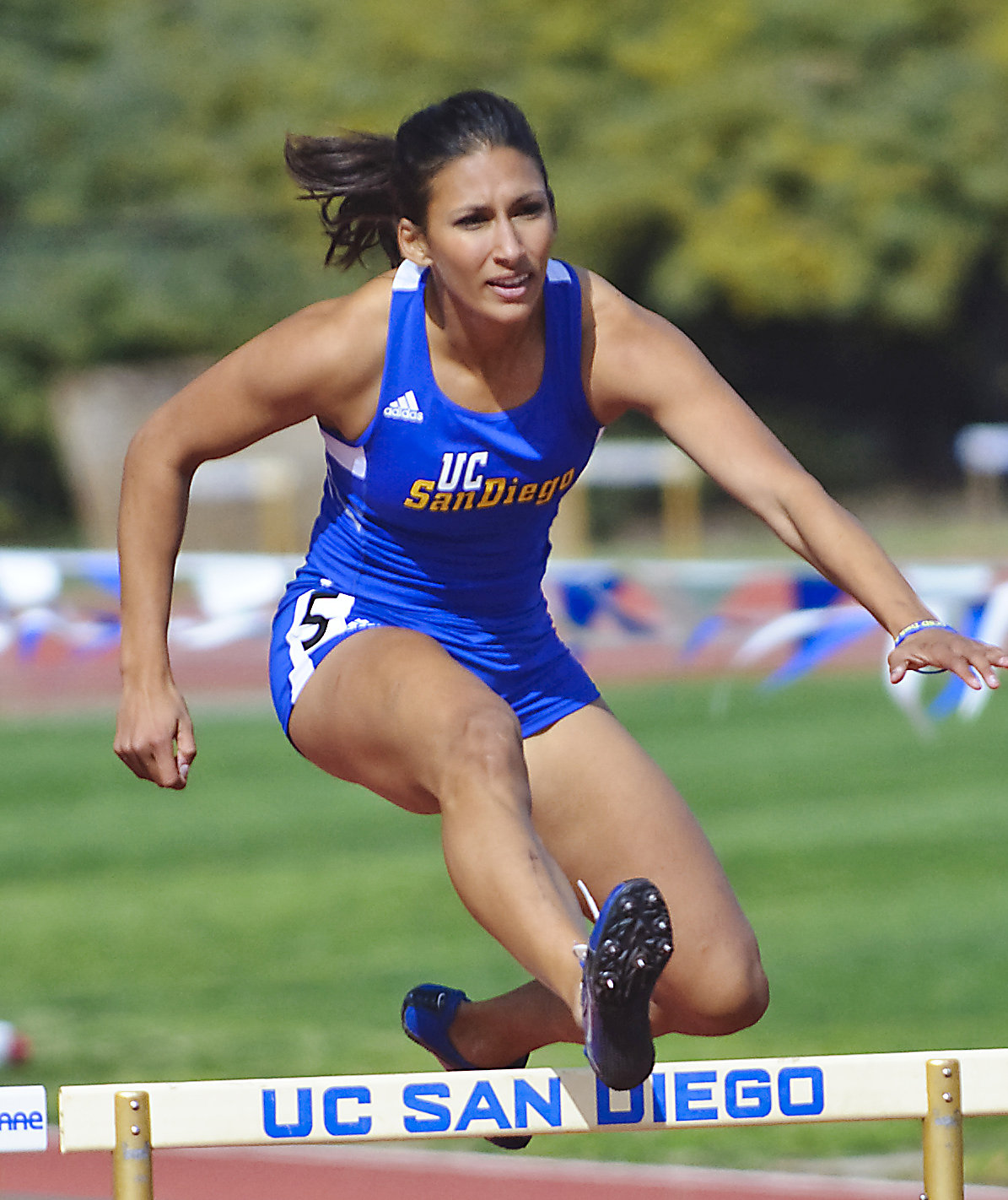
Saltadora de vallas actual

Un atleta (del griego antiguo αθλος, athlos, «competición») es una persona que posee salud y condición física. Su cuerpo está sano y tiene desarrolladas sus capacidades físicas tales como la fuerza, resistencia y flexibilidad. En consecuencia, es apto para realizar cualquier actividad, desde las cotidianas hasta las deportivas.
Antiguamente, recibieron el nombre de «atletas» quienes participaban en los Juegos Olímpicos. En un sentido más preciso, se considera un atleta a la persona que practica actividad física con intensidad tres o más veces por semana y que lleva una dieta y estilo de vida adecuados para rendir físicamente.
Los cuatro pilares de un atleta son la resistencia, la fuerza, la velocidad y la flexibilidad (4 capacidades físicas básicas) y muchos atletas destacan en varias disciplinas (p. ej.: Carl Lewis como velocista y Mariusz Pudzianowski como atleta de fuerza).

## Historia

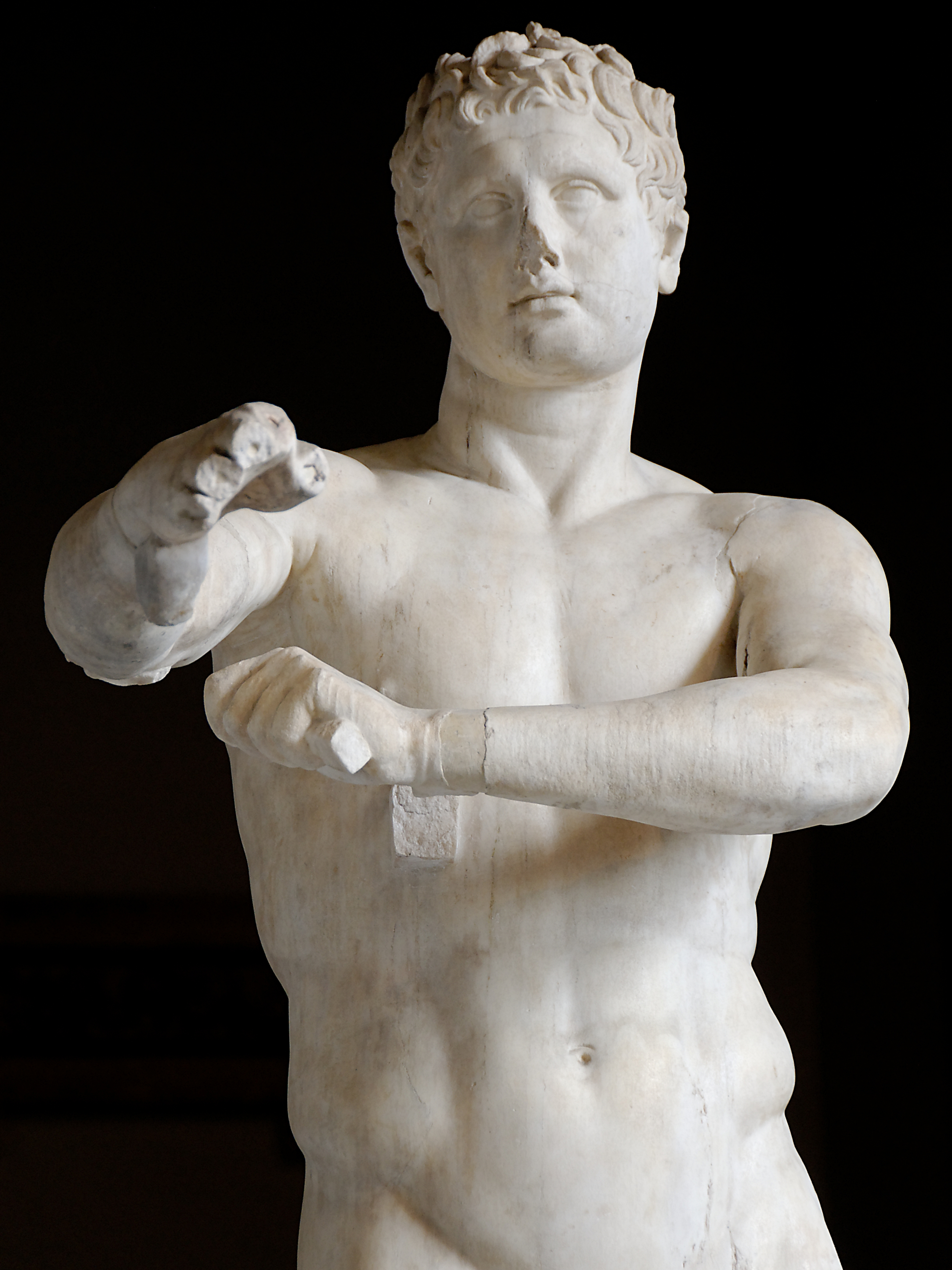
Apoxiomenos, estatua romana copia de una griega en bronce

Se llamaban así entre los griegos a los hombres robustos y valerosos que ejercitaban su cuerpo para obtener el premio en pruebas físicas y, también, a los poetas, historiadores y músicos que competían públicamente para alcanzar el premio otorgado a los vencedores en los certámenes. En Roma se conocía como atletas a los luchadores y a los púgiles, ya que todos los demás tenían nombres específicos.
La institución de los combates atléticos es antiquísima. Se cree que Licaón fue el primero que estableció los de Arcadia, y Hércules aquellos que hicieron célebre a Olimpia. Según el testimonio de Homero parece que antes de la guerra de Troya se celebraron ya para hacer más solemnes los funerales de los grandes hombres. Pero es de creer que entonces no sería una profesión diferente, sino parte de los ejercicios militares como sucedió después, un siglo antes de Platón, cuando la frecuencia de los mismos juegos y la esperanza del premio y de la fama puso en sumo crédito la gimnástica de los atletas.
En Grecia, los atletas eran de condición libre, en tanto que los romanos eran esclavos o libertos. 
Estos juegos, inventados por el valor y la virtud, degeneraron en vicio y vanidad. El oficial que presidía los ejercicios se llamaba agonistarco, nombre derivado de la voz griega agon, combate o pelea, por lo que se llama agonística a la ciencia de los combates o arte de los atletas y también gimnástica por pelear desnudos.

### Preparación

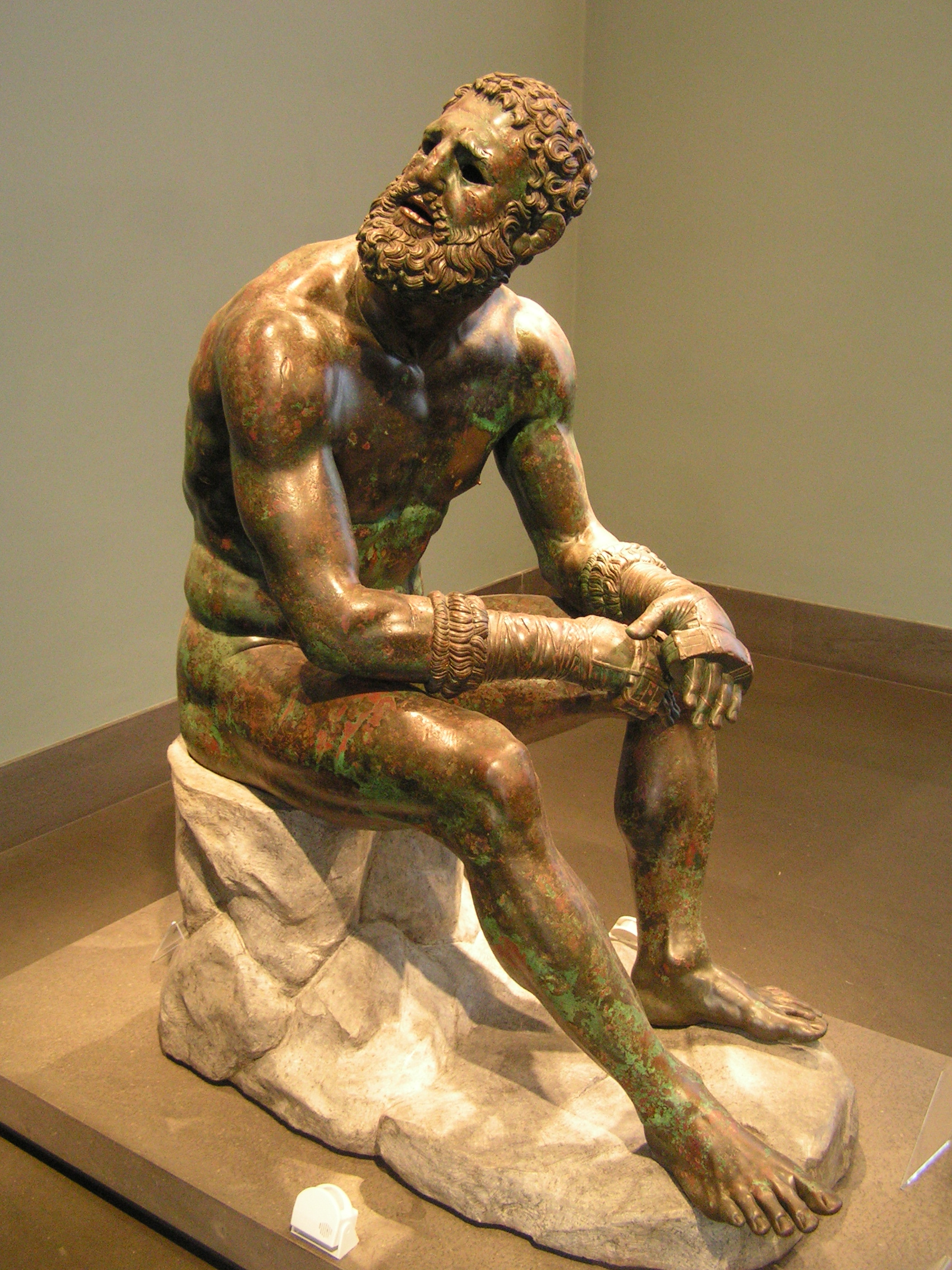
Boxeador en reposo, escultura griega,

Los atletas observaban un régimen de vida particular. En los primeros tiempos, si creemos a Plinio y a Pausanias, no se mantenían sino de higos secos, nueces y queso tierno. Según Plinio, un famoso maestro de palestra llamado Pitágoras, contemporáneo del filósofo del mismo nombre, fue el primero que les permitió el uso de la carne y el primer atleta que la comió se llamaba Eutímenes. En tiempo de Hipócrates la comían efectivamente, como se deduce de su Epidemia. Sin embargo, no comían indistintamente de cualquiera especie de carne: la más sólida y por consiguiente la más propia para suministrar fuerza y un alimento más nutritivo era preferida a todas las otras. El buey y el tocino condimentados con vinagre, con una especie de pan sin levadura muy pesado, cubierto con queso tierno llamado coliphium, eran sus manjares; y estas carnes eran más bien asadas que hervidas o guisadas, modo de alimentarse llamado por algunos autores gerophagia, esto es, nutrimento seco. Ordinariamente comían los atletas con exceso semejantes alimentos. Galeno cuenta que un atleta creía haber hecho una comida muy frugal cuando no había comido más que dos minas o dos libras de carne y el pan proporcionado. Milon de Crotona apenas estaba saciado con veinte minas de carne, otras tantas de pan y quince pintas de vino.
Sin embargo de estos excesos, los antiguos aplauden en general su templanza: 
- Primero, porque disfrutaban con mucha moderación del vino y de las mujeres.
- Segundo, porque preparaban con extrema simplicidad sus alimentos.
- Tercero, porque se abstenían mucho más de ellos al tener que entrar en liza y porque sufrían con una paciencia constantísima las fatigas y los golpes.

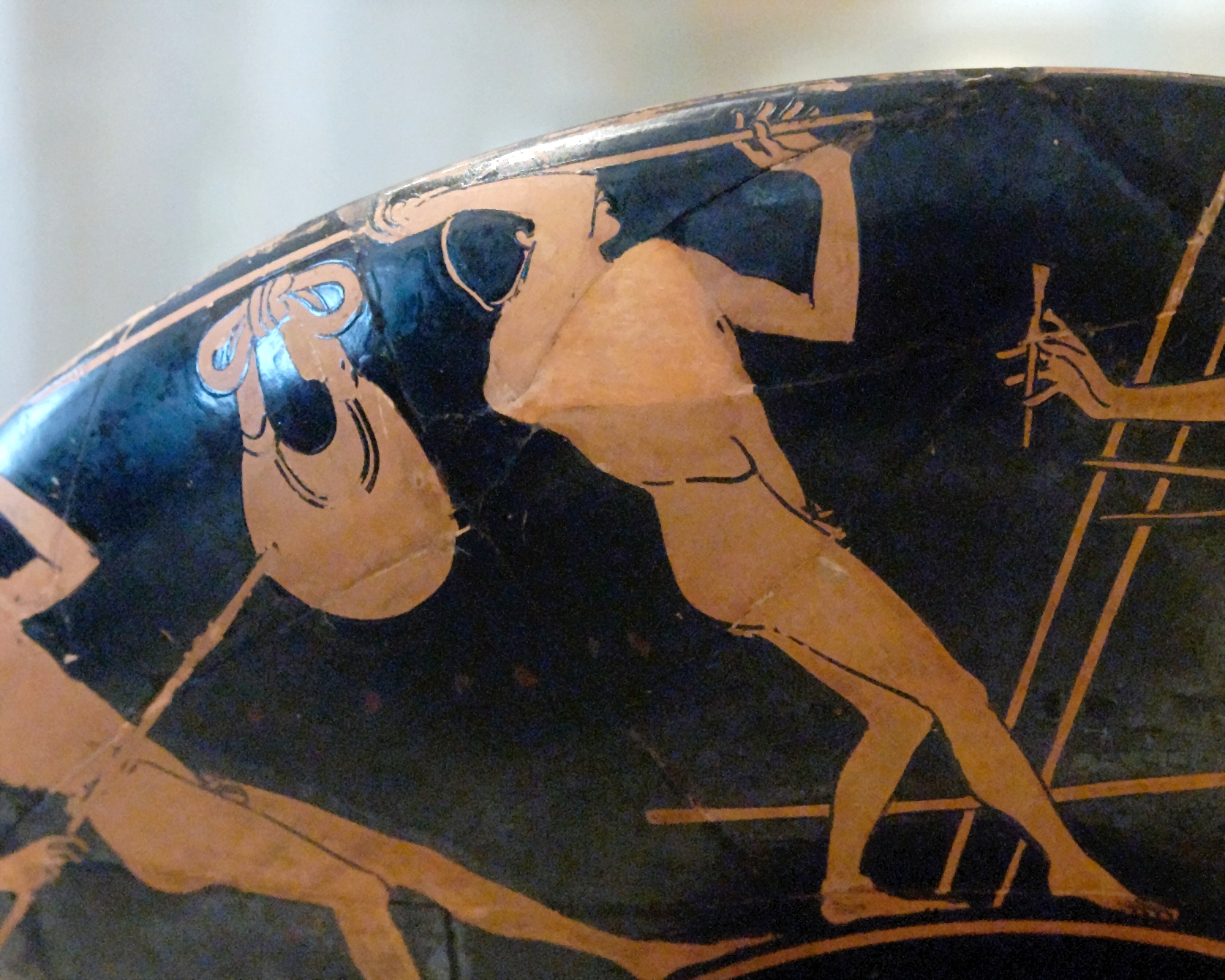
Lanzador de jabalina,

La naturaleza de los ejercicios atléticos, el calor del clima y la estación en que se celebraban aquellos juegos obligaban a los atletas a combatir desnudos. Llevaban no obstante una especie de ceñidor o faja llamada zona, cuyo uso cesó entre los griegos en la Olimpiada XV, con motivo de que habiéndosele caído a un tal Orispo en medio de la palestra y enredádose sus pies, con ella cayó y fue vencido.
La desnudez de los atletas facilitaba el uso de las unciones destinadas a comunicar a todas las partes del cuerpo la flexibilidad necesaria. Por lo común se usaba el aceite mezclado con una determinada cantidad de cera y de polvos, con lo que se hacía una especie de ungüento llamado ceroma, nombre que algunas veces se daba también al lugar mismo en que los atletas se untaban llamado eleothesion, alepterion y unctuarium.
Los atletas se hacían untar por los criados de la palestra llamados aliptæ unctores y algunas veces se untaban ellos mismos mutuamente. Después de untados, se cubrían por lo común los atletas con el barro que había en la palestra y con más frecuencia, de arena o de polvo, revolviéndose en él o bien haciéndoselo echar encima. Era esto un preliminar tan esencial a la lucha y al pancracio, que los griegos decían de un atleta, que hubiese llevado el premio sin combatir, que había vencido sin polvo, es decir, sin fatiga y sin pena. Después del certamen, los atletas se limpiaban y se ungían de nuevo.

### Admisión

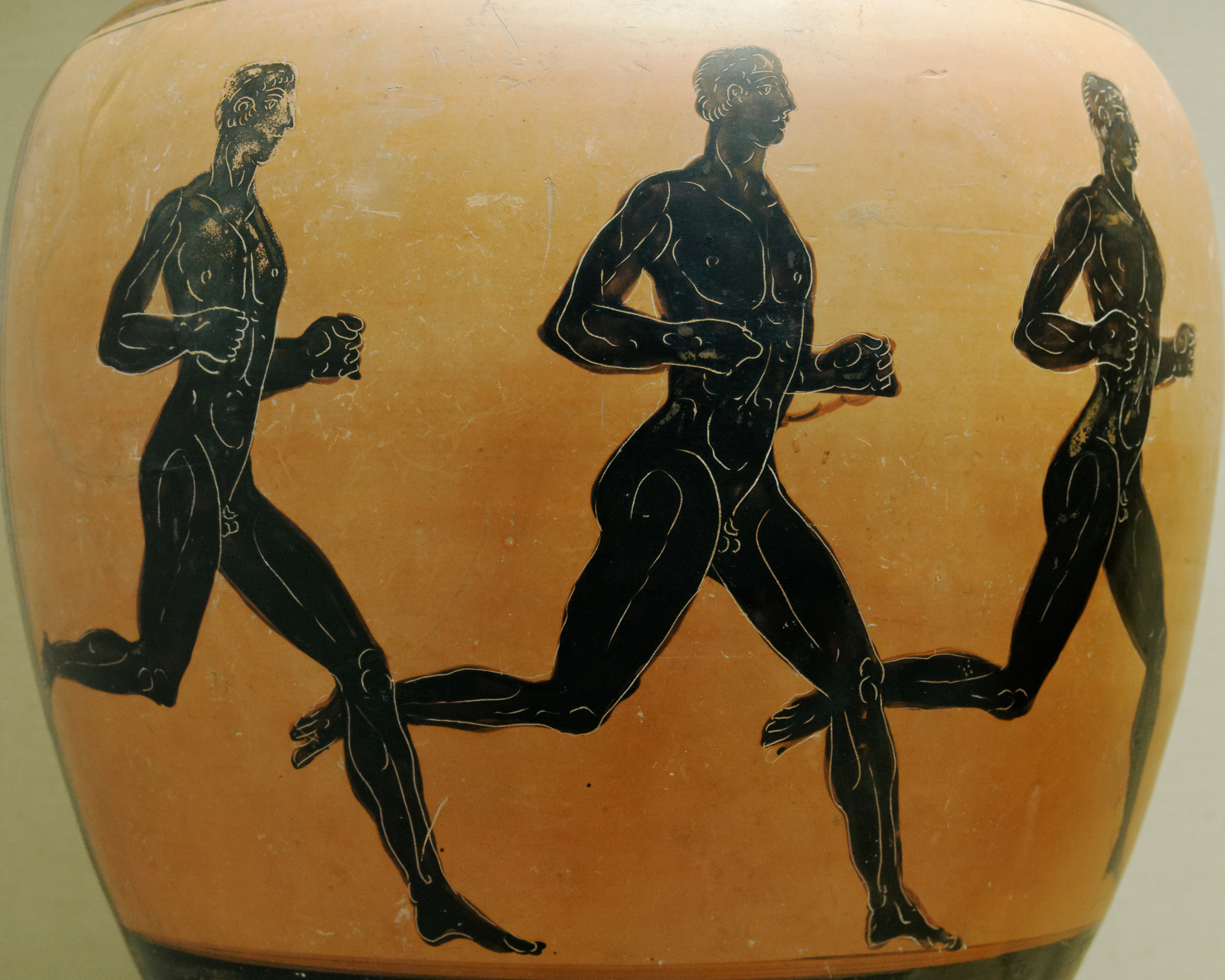
Corredores, cerámica,

Para ser admitidos en los públicos y solemnes certámenes, era preciso ponerse bajo la dirección de los maestros de la pelestra para observar diez meses consecutivos las leyes artéticas y perfeccionarse con un trabajo asiduo en todos los ejercicios que debían proporcionar a los vencedores el premio destinado. Estos preliminares se hacían públicamente en los gimnásticos y cuando se acercaba el día en que tenían que celebrarse los juegos olímpicos se redoblaban las fatigas de los atletas que debían combatir en ellos. Entre los atletas no se admitían a los extranjeros, a los esclavos, ni las personas de nacimiento oscuro e incierto. Los agonotetas, los atlotetas y los elanódicos estaban encargados de informarse del nacimiento y costumbres de los atletas. A estos se les manifestaban las condiciones con que eran admitidos y luego un heraldo levantando la mano para imponer silencio al pueblo, la ponía sobre la cabeza de cada atleta y conduciéndolo por el estadio preguntaba en alta voz si alguno le acusaba de algún delito, si era de costumbres irreprensibles, si era libre, etc. Después se hacía en Olimpia jurar a los atletas: 
1. que se habían sujetado por diez meses a todos los ejercicios y a todas las pruebas de institución atlética
2. que observarían religiosamente todas las leyes prescritas en cada especie de certamen y que no harían nada contra el buen orden y el gobierno establecido en los juegos, juramento que se pronunciaba delante de la estatua de Júpiter.

El día de los juegos cuando los atletas estaban reunidos y el heraldo había proclamado sus nombres, se distribuían por suerte los varios ejercicios en que debían ocuparse. En la lucha, en el pugilato y en el pancracio en que no combatían sino de dos en dos, los contrincantes o las parejas se sacaban por suerte y cuando el número era impar, el que quedaba sin antagonista se llamaba efedro y se reservaba para combatir con el vencedor. Arreglados así los atletas, se les animaba con alguna exhortación de los agonotetas y de los gimnásticos. Se daba entonces la señal del ceilámen y se abría la liza. El engaño, el artificio, la superchería y la excesiva violencia estaba desterrada de los juegos: y los contraventores a las leyes atléticas se castigaban severamente por los mastigóforos destinados a esto.

### Los premios

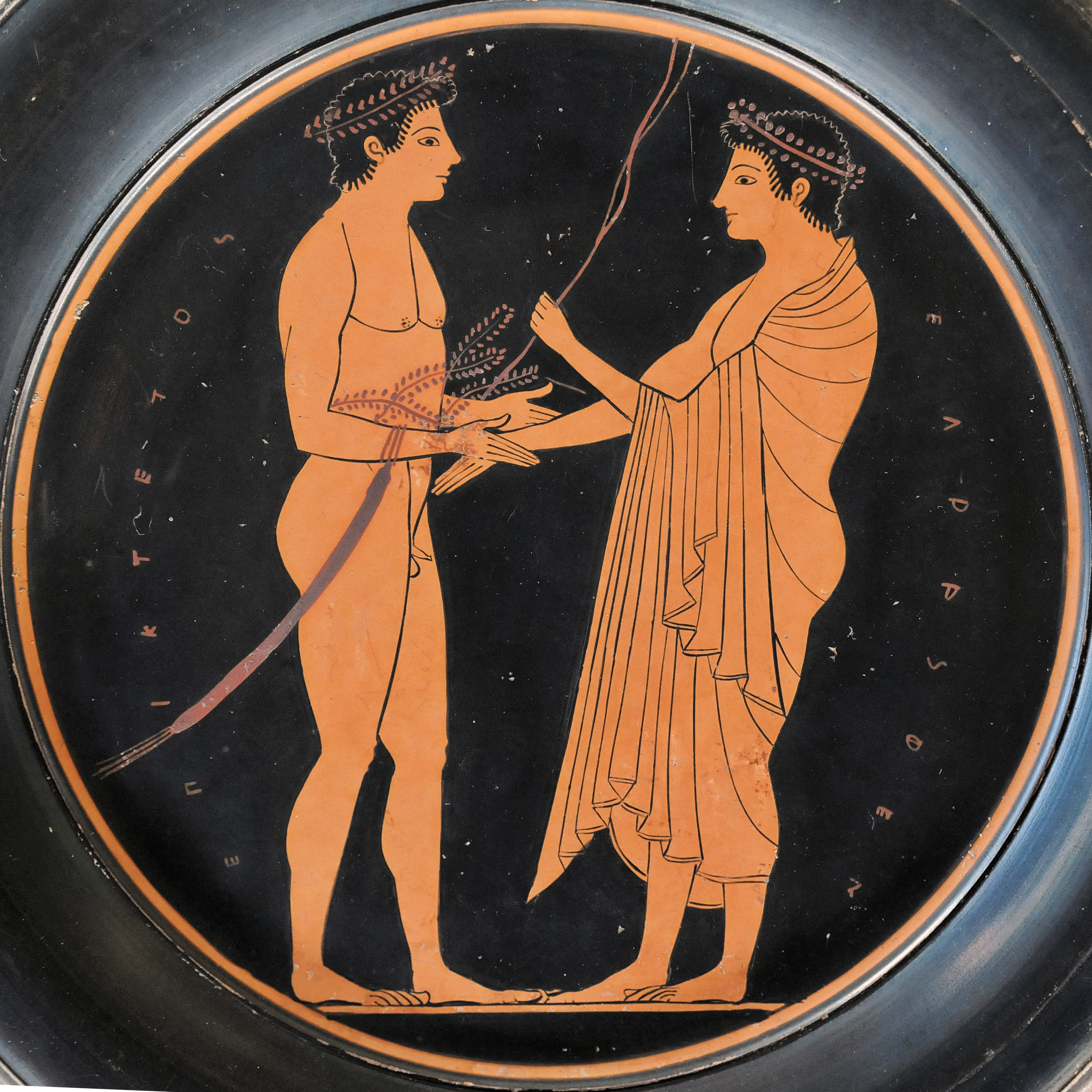
Entrega de la corona y la palma en la palestra,

Las recompensas de las penosas y terribles fatigas de los atletas eran en un principio las aclamaciones con que los espectadores honraban su victoria, y en seguida los premios, que variaron según los tiempos y lugares. En los juegos llamados tematici o argiriti se proponían por premio diversas cosas que podían cambiarse por dinero y en los nombrados stefaniti no se distribuían más que coronas. Los primeros se daban, según Píndaro en diversos lugares de Grecia, como en Lacedemonia, en Tebas, Argos, etc.; y parece que fueron estos los más antiguos que conocemos, como que con estos se honraron los funerales de Patroclo y de Anquises. Los premios propuestos en semejantes juegos consistían en esclavos, caballos, mulos, bueyes, vasos de bronce con su trípode, en tazas de plata, en vestidos y armas. Había dos o tres premios para cada ejercicio: en Homero se ven cuantos son los combatientes.
Los juegos en los que no se distribuía más que coronas eran los más famosos de Grecia. El agonoteta las distribuía: un heraldo las ponía sobre la cabeza del vencedor en el lugar mismo en que había combatido y algunas veces los mismos vencedores las tomaban del lugar en que estaban colocadas y se las ceñían con su propia mano. Se honraba también a los vencedores con una palma que llevaban en la mano izquierda y era este un segundo premio que se daba en todos los juegos de la Grecia.
Después de que un atleta vencedor había recibido la corona y la palma y que se hallaba revestido con una ropa cubierta de flores, era conducido por un heraldo por todo el estadio y se proclamaba en alta voz su nombre y su patria en medio de los aplausos de los espectadores, los cuales se esmeraban en victorearle y en hacerle regalos.
La ceremonia del triunfo enético terminaba siempre con banquetes. Eran estos de dos especies: 
- los unos, se hacían a expensas del público. Estaban en uso en Olimpia, en donde los atletas vencedores eran mantenidos en el Pritaneo todo el tiempo que duraban los juegos olímpicos;
- los otros, a expensas de los particulares. Eran costeados por los amigos del vencedor. Los atletas generosos y de distinción regalaban también a sus parientes y amigos y algunas veces, a muchos de los espectadores. Alcibiades y Leofron dieron un convite a toda la asamblea.

El primero y principal cuidado de los atletas después de la victoria era de dar gracias a los dioses y cumplir los votos hechos a los mismos para obtenerla, consagrando en sus templos estatuas, escudos y otras ofrendas de valor.

### Privilegios

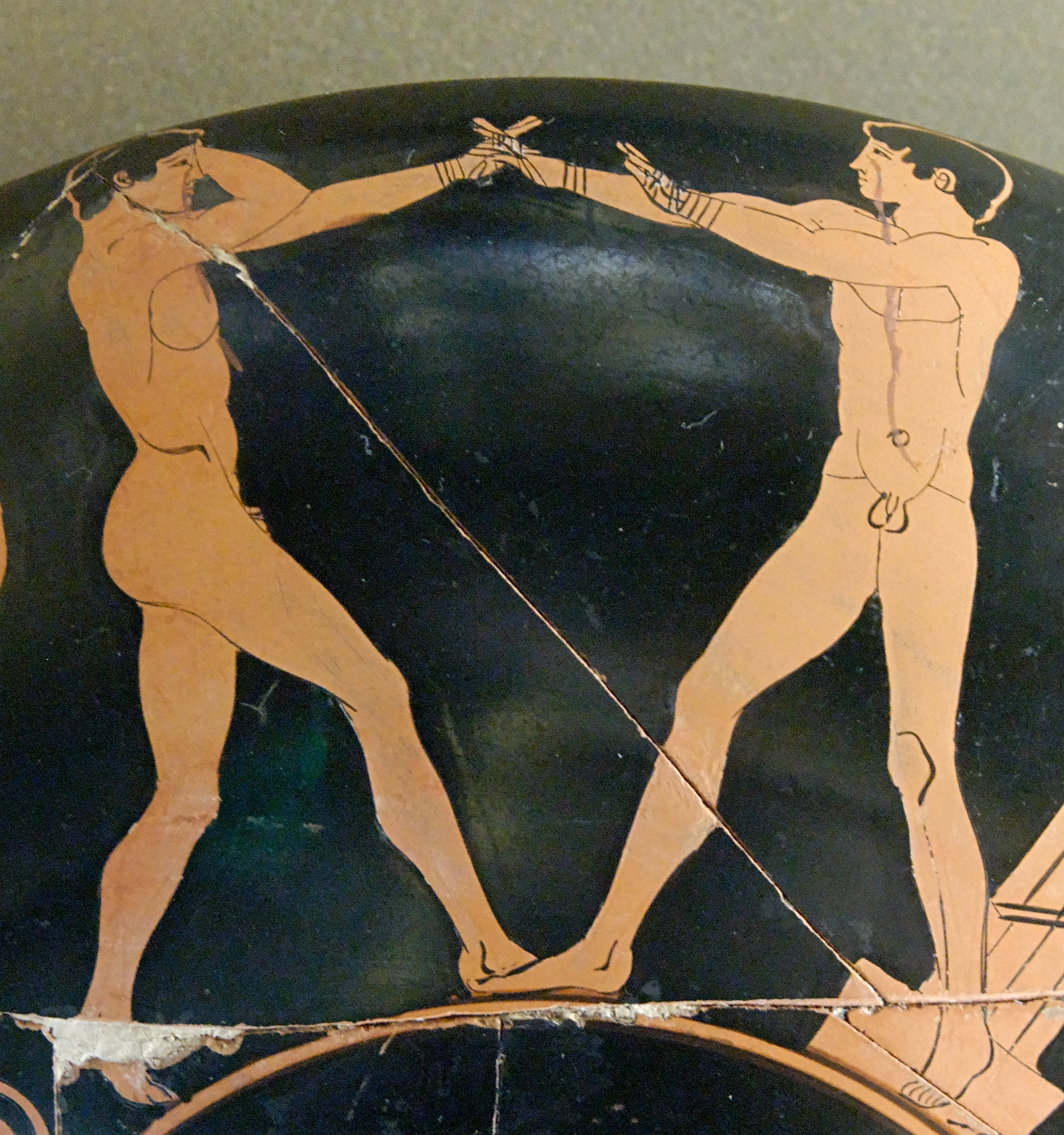
Escena de lucha, cerámica de 470 a. C.

Gozaban los atletas vencedores de grandes privilegios: 
1. presidían los juegos públicos
2. entre los espartanos combatían al lado del rey en las expediciones militares
3. eran alimentados durante su vida a expensas de la patria: Solón había asignado 500 dracmas de pensión a cada atleta vencedor
4. estaban exentos de todos los cargos y funciones civiles
5. se anotaban sus nombres en los archivos públicos y se distinguían las Olimpiadas con el nombre de los vencedores: los poetas componían versos en su loor, se les erigían estatuas y se grababan inscripciones para eternizar la memoria de su victoria
6. finalmente, se les prodigaban los honores divinos: a pesar de los esfuerzos que hacían los elanódicos para reprimir estos excesos.

El primer ejemplo de estos abusos fue el de Filipo Crotoniato vencedor en los juegos olímpicos, el cual era el hombre más hermoso y bien formado de su tiempo. Los egestianos le elevaron después de su muerte, según el testimonio de Heródoto, un soberbio monumento y le hicieron sacrificios como a un héroe. El segundo ejemplo fue el de Eutimio de Locrion atleta célebre en el pugilato, el cual recibió en vida los honores divinos por orden del oráculo. El tercero es el de Teagenes, adorado después de su muerte por los tasios sus compatriotas y por otros pueblos griegos y bárbaros.
No eran solamente los hombres adultos los que entraban en la liza: en la Olimpiada 37 se establecieron en Olimpia varios premios por la corrida y por la lucha de jóvenes atletas.
En estos juegos o combates estaba privado el que asistiesen las mujeres. Calipatua madre de Posidonio coronado vanas veces en los juegos olímpicos, queriendo conducir ella misma a su hijo, se disfrazó de maestro de los ejercicios del juego. El joven fue vencedor también y la madre arrebatada de gozo saltó la barrera y tirándose al cuello de su hijo dio a conocer su sexo por la violencia de sus transportes. Los jueces disculparon un exceso del amor maternal y la perdonaron; pero dispusieron que de allí en adelante los maestros de los atletas debían presentarse enteramente desnudos, lo mismo que estos, según dice Pausanias.

### Atletas en la Antigua Roma
Sila fue el que trasportó de Grecia a Roma los atletas y todos los ejercicios atléticos, con el objeto de que el pueblo romano descansase o se distrajese de las grandes fatigas que había tenido que sufrir durante las guerras civiles y en la primera guerra mitridática.
En un principio combatían estos en el gran circo y aquí eran conducidos con mucha pompa al Capitolio atravesando el foro, pero habiéndose multiplicado los ejercicios, se fabricaron anfiteatros particulares o gimnasios destinados solamente a los ejercicios de los atletas.
Los romanos, igualmente que los griegos, erigieron estatuas a los atletas célebres, algunas de las cuales han llegado hasta nosotros.